# زوزانا واپیتسکا
زوزانا واپیتسکا (لهستانی: Zuzanna Łapicka؛ زادهٔ ۱۹ مارس ۱۹۵۴–۲۱ دسامبر ۲۰۱۸) روزنامه‌نگار، پژوهشگر تئاتر و هنرهای نمایشی و تهیه‌کننده تلویزیونی اهل لهستان بود.

## زندگی حرفه‌ای
زوزانا دانش‌آموختهٔ رشتهٔ مطالعات رومی در دانشگاه ورشو و مدتی رئیس ادبی «مرکز نمایش رامپا» در تارگووک ورشو بود. وی سال‌ها با تلویزیا پولسکا ارتباط حرفه‌ای داشت و دفاتر تحریریه مختلفی را مدیریت می‌کرد، به ویژه بخش سرگرمی «تلویزیا پولسکا ۱». او همچنین برای مجله‌های «فیلم»، «اِل» و «اورودی» و نسخه لهستانی مجلهٔ «وگ» مقاله می‌نوشت. او نویسندهٔ کتاب «به دوستان‌تان بیافزایید» بود که در سال ۲۰۱۸ منتشر شد.

## زندگی شخصی
زوزانا دختر بازیگر لهستانی آندژی واپیتسکی بود. او همسر دوم دانیل اولبریخسکی بود که پس از ۱۰ سال زندگی، از هم جدا شدند و از او یک فرزند دختر به نام «ورونیکا» داشت.
زوزانا واپیتسکا در سن ۶۴ سالگی بر اثر ابتلا به سرطان روده بزرگ درگذشت. او را در گورستان پوونسکوفسکی به‌خاک سپردند.